# Riksväg 56
Riksväg 56, som också kallas Räta linjen, är en omkring 295 kilometer lång svensk riksväg och nationell stamväg som går mellan Norrköping och Gävle via Katrineholm, Kungsör, Kvicksund, Västerås, Sala, Heby, Tärnsjö, Hedesunda och Valbo.
Det marknadsföringsrelaterade namnet Räta linjen kommer av att vägen har en någorlunda rak sträckning mellan Norrköping och Gävle, till skillnad från E4 som går via Stockholm och är 39 kilometer längre.

## Beskrivning av sträckan
Vägen är landsväg hela sträckan förutom korta motorvägs- och motortrafikledsträckor gemensamma med E16, E18 och E20.

## Vägstandard
| Delsträcka                           | Delsträcka                           | Avstånd | Hastighet | Vägstandard                                                                                    | Ref   |
| ------------------------------------ | ------------------------------------ | ------- | --------- | ---------------------------------------------------------------------------------------------- | ----- |
| Norrköping Trafikplats Herstaberg    | Åby Trafikplats Kvillinge            | 4 km    |           | Motorväg (2+2) Gemensam med Riksväg 55.                                                        | [ 1 ] |
| Åby Trafikplats Jursla               | Katrineholm Cirkulationsplats Sågmon | 45 km   |           | 2+1-väg och 1+1-väg. 70 km/h genom Simonstorp, Ändebol och Strångsjö. Gemensam med Riksväg 55. | [ 1 ] |
| Katrineholm Cirkulationsplats Sågmon | Alberga                              | 35 km   |           | Landsväg. 60-80 km/h närmast Katrineholm. 50-70 km/h genom Äs. 70 km/h över Hjälmaresund.      | [ 1 ] |
| Alberga                              | Kungsör                              | 15 km   |           | Landsväg.                                                                                      | [ 1 ] |
| Kungsör                              | Östertibble                          | 9 km    |           | 2+1-väg. Gemensam med E20.                                                                     | [ 1 ] |
| Östertibble                          | Tumbo Trafikplats Gröndal            | 7 km    |           | Motortrafikled (2+1) Gemensam med E20.                                                         | [ 1 ] |
| Tumbo Trafikplats Gröndal            | Västjädra Trafikplats Västjädra      | 21 km   |           | 2+1-väg. 60 km/h genom Kvicksund.                                                              | [ 1 ] |
| Västjädra Trafikplats Västjädra      | Västerås Trafikplats Västerledsmotet | 5 km    |           | Motorväg (2+2) Gemensam med E18.                                                               | [ 1 ] |
| Västerås Trafikplats Västerledsmotet | Västerås Trafikplats Skallbergsmotet | 7 km    |           | Motorväg (2+2) Gemensam med E18.                                                               | [ 1 ] |
| Västerås Trafikplats Skallbergsmotet | Västerås Cirkulationsplats Hökåsen   | 4 km    |           | Stadsgata/landsväg.                                                                            | [ 1 ] |
| Västerås Cirkulationsplats Hökåsen   | Sala Cirkulationsplats Gustavsborg   | 35 km   |           | 2+1-väg.                                                                                       | [ 1 ] |
| Sala Cirkulationsplats Gustavsborg   | Heby Cirkulationsplats Heby          | 13 km   |           | Landsväg. 50-70 km/h genom Sala.                                                               | [ 1 ] |
| Heby Cirkulationsplats Heby          | Gysinge                              | 45 km   |           | 2+1-väg.                                                                                       | [ 1 ] |
| Gysinge                              | Hedesunda Norra Brunn                | 16 km   |           | Landsväg.                                                                                      | [ 1 ] |
| Hedesunda Norra Brunn                | Valbo Trafikplats Mackmyra           | 25 km   |           | Landsväg. 50 km/h genom Överhärde. 60 km/h genom vissa korsningar.                             | [ 1 ] |
| Valbo Trafikplats Mackmyra           | Gävle Trafikplats Gävle V            | 8 km    |           | Motorväg (2+2) Gemensam med E16.                                                               | [ 1 ] |

## Ombyggnation
Mellan Katrineholm och Alberga samt Sala och Heby ska det bli så kallad mötesfri 2+1-väg med mitträcke. Vägplanerna för båda etapperna har vunnit laga kraft. 
Byggstart för sträckan Katrineholm–Alberga skedde den 9 maj 2022, men arbetet med skogsavverkning påbörjades redan sommaren 2021. För delen mellan Sala och Heby är planen att bygget ska påbörjas 2025, även om Trafikverkets förhoppning är att kunna tidigarelägga byggstarten.   
Tidigare fanns planer på att även bygga om sträckan strax söder om Gävle. Eftersom andra projekt har prioriterats högre har projektet strukits ur den nationella infrastrukturplanen för åren 2022–2033 och därmed skjutits på framtiden.
Den nya ombyggda riksväg 56 mellan Heby och Tärnsjö invigdes den 28 oktober 2016. Sträckan mellan Kvicksund och Västjädra blev färdig i november 2022.

## Historik
Riksväg 56 gick före juni 2007 Norrköping–Katrineholm–Kungsör–Köping. Vid denna tidpunkt numrerades sträckan Kungsör–Västerås–Gävle om till Riksväg 56, medan sträckan Kungsör–Köping införlivades i länsväg 250. Före juni 2007 var sträckan Eskilstuna–Västerås en del av riksväg 53 och sträckan Västerås–Sala–Heby–Gävle var riksväg 67. En påtryckargrupp, Räta Linjen-gruppen, pressade på för att få ett enda vägnummer på sträckan. Man ville också få vägen upprustad. Kortsiktigt fick vägen bara ett nytt nummer, men samma standard och högre trafikmängd.
Före 1985 var sträckan Eskilstuna–Västerås en del av riksväg 58. Riksväg 67 gick då endast sträckan Sala-Västerås. Delen Sala-Heby ingick i riksväg 72 och Heby-Gävle var en del av länsväg 254.
Riksväg 56 (Norrköping–Köping) infördes i den stora nummerreformen 1962. Innan dess var Norrköping–Kungsör–Köping Länsväg 215. Tumbo (Eskilstuna)–Västerås var Länsväg 252 samt delar av länsväg 251 och riksväg 11. Sträckan Västerås-Gävle utgjordes av länsväg 254 samt en del av riksväg 10.

## Alternativa vägar
Omnumreringen av Riksväg 56 ska visa på alternativ till att köra Europaväg 4 (E4) via Stockholm som är huvudalternativet mellan Norrköping och Gävle (39 kilometer längre), även om man med fördel också kan köra Riksväg 55 via Strängnäs och Uppsala (som marknadsförs under namnet Mälardiagonalen, och är 16 kilometer längre än 56:an till Gävle). En annan möjlighet är Riksväg 55–Riksväg 70–Länsväg 254–Riksväg 56 via Strängnäs och Heby. Denna sträcka har en stor andel tung lastbilstrafik trots att vägen är smal på flera sträckor.
Skall man färdas mellan Jönköping och Gävle finns två kortare vägar än Riksväg 56 via Norrköping, nämligen via Riksväg 50 till Örebro, och sedan via Fagersta (Riksväg 68) eller Västerås (Europaväg 18 (E18) och Riksväg 56). Det är 16–20 kilometer kortare än riksväg 56.
Skall man färdas mellan Örebro och Gävle kan E18 till Västerås och Riksväg 56 till Gävle (234 kilometer) vara ett alternativ till Riksväg 68 (226 kilometer Örebro–Gävle). Statusen nationell stamväg innebär att regeringen rekommenderar denna väg (längre men snabbare) före väg 68 som inte är nationell stamväg.

## Anslutningar
| - E4 - Riksväg 55 - Riksväg 52 - Riksväg 57 - Länsväg 214 - Länsväg 230 - E20 |  | - Länsväg 252 - E18 - Riksväg 66 - Riksväg 70 - Riksväg 72 - Länsväg 272 - E16 - Riksväg 68 |

### Trafikplatser
|                                                      | Nr  | Namn                     | Skyltning                                         |
| ---------------------------------------------------- | --- | ------------------------ | ------------------------------------------------- |
| Landsväg mellan Norrköping (E4) och Dingtuna (E18)   |     |                          |                                                   |
|                                                      | 123 | Trafikplats Loddby       | Helsingborg                                       |
|                                                      | -   | Trafikplats Kvillinge    | Stockholm, Loddby                                 |
|                                                      | -   | Trafikplats Jursla       | Åby, Jursla                                       |
|                                                      |     | Katrineholm              | Örebro                                            |
|                                                      |     | Katrineholm              | Nyköping                                          |
|                                                      |     | Katrineholm              | Järna Uppsala (Rv 56 svänger)                     |
|                                                      |     | Äsköping                 | Kumla Hållsta                                     |
|                                                      |     | Hjälmaresundsbron        | Bro över Hjälmare sund. ca 90 m                   |
|                                                      |     | Alberga                  | Eskilstuna                                        |
|                                                      |     | Kungsör                  | Göteborg (Rv 56 svänger)                          |
| Motortrafikled nära Eskilstuna, gemensam med E20.    |     |                          |                                                   |
|                                                      | 129 | Trafikplats Gröndal      | Stockholm (Rv 56 svänger)                         |
| Landsväg mellan Hällbybrunn (E20) och Dingtuna (E18) |     |                          |                                                   |
|                                                      |     | Trafikplats Gröndal      | Kvicksund, Tumbo                                  |
|                                                      |     | Kvicksundsbron           | cirka 200 m, öppningsbar                          |
| Motorväg förbi Västerås, gemensam med E18.           |     |                          |                                                   |
|                                                      | 127 | Trafikplats Västjädra    | Dingtuna; Oslo Stockholm (Rv 56 svänger)          |
|                                                      | 128 | Västerledsmotet          |                                                   |
|                                                      | 129 | Skälbymotet              | Skälby                                            |
|                                                      | 130 | Bäckbymotet              | Fagersta Ludvika                                  |
|                                                      | 131 | Vallbymotet              | Vallby, Centrum                                   |
|                                                      | 132 | Rocklundamotet           | Rocklunda, Vasagatan (Centrum), Arosvallen        |
|                                                      | 133 | Skallbergsmotet          | Kristiansborg, Centrum; Stockholm (Rv 56 svänger) |
| Landsväg Västerås–Sala                               |     |                          |                                                   |
| Förbifart Sala 2+1-väg                               |     |                          |                                                   |
|                                                      |     | Sala                     | Mora (Rv 56 svänger)                              |
|                                                      |     | Sala                     | Enköping (Rv 56 svänger)                          |
|                                                      |     | Sala                     | Centrum (Rv 56 svänger)                           |
| Landsväg Sala–Gävle                                  |     |                          |                                                   |
|                                                      |     | Heby                     | Uppsala (Rv 56 svänger)                           |
|                                                      |     | Tärnsjö                  | Uppsala samt mellan Tärnsjö och Dalälven.         |
|                                                      |     | Bron över Dalälven       | ca 450 m.                                         |
|                                                      |     | Gysinge                  | Sandviken                                         |
|                                                      |     | Överhärde                | X 559 Forsbacka (Rv 56 svänger)                   |
|                                                      | -   | Trafikplats Mackmyra     | Oslo, Gävle (Rv 56 svänger)                       |
| Motorväg mellan Valbo och Gävle, gemensam med E16.   |     |                          |                                                   |
|                                                      | -   | Trafikplats Gävle Västra | Stockholm, Sundsvall                              |
|                                                      |     | Gustavsbro               | Gävle Centrum                                     |